# 中兴街道 (印江县)
中兴街道，是中华人民共和国贵州省铜仁市印江土家族苗族自治县下辖的一个街道办事处。
2015年3月18日，贵州省人民政府批复同意印江县乡镇行政区划调整，新设置的中兴街道辖原中坝乡中坝村、小河村、夫子坝村、蔓苞村、大坑村、天池村、陈香村、付华村、大田村、堰塘村、杠穴村、罗星溪村、官家寨村、土黄坝村、双龟河村、土岩村、魏家寨村、杨家坪村，街道办事处驻中坝村。

## 行政区划
中兴街道下辖以下地区：
中坝村、大田村、堰塘村、陈香村、富华村、天池村、大坑村、蔓袍村、小河村、夫子坝村、罗星村、虹穴村、官家村、杨家坪村、魏家村、土岩村、双龟村和土黄村。